# Скорост
Скоростта (бележи се с {\displaystyle {\vec {v}}}, на английски: velocity или на френски: vitesse) е векторна физична величина в кинематиката, която показва колко бързо се променя пространственото положение на една материална точка с времето относно избрана отправна система. Като векторна величина скоростта има не само големина, но и посока. Тя е първата производна на радиус-вектора по времето. Промяната на скоростта с времето или втората производна на радиус-вектора по времето се нарича ускорение.

## Скорост в механиката
Тя се дефинира като:
{\displaystyle {\vec {v}}={\frac {\mathrm {d} {\vec {r}}}{\mathrm {d} t}}={\begin{pmatrix}{\frac {\mathrm {d} x}{\mathrm {d} t}}\\{\frac {\mathrm {d} y}{\mathrm {d} t}}\\{\frac {\mathrm {d} z}{\mathrm {d} t}}\end{pmatrix}}}, където:
{\displaystyle {\vec {v}}} е векторът на скоростта
{\displaystyle {\vec {r}}} е векторът с координатите на обекта
{\displaystyle t} е времето
В литературата скоростта най-често се обозначава с v.

### Линейна и ъглова скорост
В някои случаи е по-удобно скоростта да бъде изразявана във форми, различни от тази на вектора {\displaystyle {\vec {v}}}. Когато посоката на движение може да бъде пренебрегната, се използва линейната скорост, скаларна величина, равна на модула на векторната скорост {\displaystyle |{\vec {v}}|}.
При движение по права с постоянна линейна скорост ускорението на обекта е нулево. В същото време при движение по криволинейна траектория, дори при постоянна линейна скорост, обектът е подложен на ускорение, пропорционално на неговата ъглова скорост. Ъгловата скорост на обекта спрямо началото на координатната система е пропорционална на векторното произведение на координатите на обекта и скоростта и се дефинира като:
{\displaystyle {\vec {\boldsymbol {\omega }}}={\frac {{\vec {\mathbf {r} }}\times {\vec {\mathbf {v} }}}{|{\vec {\mathbf {r} }}|^{2}}}}, където
{\displaystyle {\vec {\boldsymbol {\omega }}}} е векторът на ъгловата скорост
{\displaystyle {\vec {\mathbf {r} }}} е векторът с координатите на обекта
{\displaystyle {\vec {\mathbf {v} }}} е векторът на скоростта

### Постоянна и променлива скорост
Ускорението е величина, изразяваща изменението на скоростта във времето:
{\displaystyle {\vec {a}}={\frac {\vec {\mathrm {d} v}}{\mathrm {d} t}}}, където:
{\displaystyle {\vec {a}}} е векторът на ускорението
{\displaystyle {\vec {v}}} е векторът на скоростта
{\displaystyle t} е времето
Скоростта е постоянна, когато векторът на ускорението е нулев, т.е. за един и същ интервал от време тялото изминава един и същ път без да променя посоката си. При постоянна скорост за произволен интервал от време е в сила зависимостта:
{\displaystyle v={s \over t}}, където
{\displaystyle v} е линейната скорост
{\displaystyle s} е изминатият път
{\displaystyle t} е дължината на интервала от време
Когато ускорението е ненулево, скоростта се променя с времето и тази зависимост не е валидна. Тя остава в сила, ако вместо моментна скорост се използва усреднена стойност на скоростта за дадения интервал:
{\displaystyle {\vec {\bar {v}}}={\Delta {\vec {r}} \over \Delta t}={{\vec {r_{2}}}-{\vec {r_{1}}} \over t_{2}-t_{1}}}
където {\displaystyle {\vec {r_{1}}}} и {\displaystyle {\vec {r_{2}}}} са координатите на обекта, съответно в момент {\displaystyle t_{1}} и {\displaystyle t_{2}}.

### Средна и моментна скорост
Когато се говори за средна скорост, трябва да се прави разлика между средната скорост на преместване и средната скорост на пътя. Средната скорост на преместването е векторна величина и зависи от началната и крайна точки, докато средната скорост на пътя е скаларна величина и е равна на изминатия път, разделен на времето, за което е изминат. Трябва също така да се отбележи, че средната скорост не е равна на средното аритметично на отделните скорости.
Средната скорост по пътя се дава със следната формула:
{\displaystyle v_{cp}={\frac {\Delta s}{\Delta t}}}
докато средната скорост по преместване има вида:
{\displaystyle {\vec {v}}_{cp}={\frac {\Delta {\vec {x}}}{\Delta t}}}
Моментна скорост е скоростта в точно определен момент от време. Така например един колоездач на колодрум има моментна скорост, различна от нула във всеки един момент от време, но неговата средна скорост на преместване за една обиколка е нула, тъй като координатите на началната и крайна точка съвпадат. В същото време неговата средна скорост на пътя остава различна от нула.

## Скорост в теорията на относителността
В класическата механика на Нютон скоростта се преобразува при преход от една инерциална отправна система в друга съгласно преобразуванията на Галилей. Ако скоростта на тялото в система S е равна на {\displaystyle {\vec {v}}}, а скоростта на система S' относително система S е равна на {\displaystyle {\vec {u}}}, то скоростта на тялото при преход в система S' ще е равна на {\displaystyle v'={\vec {v}}-{\vec {u}}}.
За скорости, близки до скоростта на светлината, преобразуванията на Галилей стават невалидни. При прехода от система S в система S' е необходимо да се използват преобразуванията на Лоренц за скоростите:
{\displaystyle v_{x}'={\frac {v_{x}-u}{1-(v_{x}u)/c^{2}}},v_{y}'={\frac {v_{y}{\sqrt {1-{\frac {u^{2}}{c^{2}}}}}}{1-(v_{y}u)/c^{2}}},v_{z}'={\frac {v_{z}{\sqrt {1-{\frac {u^{2}}{c^{2}}}}}}{1-(v_{z}u)/c^{2}}},}
с предположението, че скоростта {\displaystyle {\vec {u}}} има направление по оста х в система S. Лесно можем да се убедим, че при малки скорости, преобразуванията на Лоренц се свеждат до преобразуванията на Галилей.

## Скорост в квантовата механика
В квантовата механика състоянието на една частица се описва с вълновата функция {\displaystyle \psi (x)\,} която удовлетворява уравнението на Шрьодингер. Скоростта на частица в определена среда се дава от израза:
{\displaystyle \mathbf {v} ={\frac {i\hbar }{2m}}\left({\frac {{\boldsymbol {\nabla }}\psi ^{*}}{\psi ^{*}}}-{\frac {{\boldsymbol {\nabla }}\psi }{\psi }}\right)}

## Интересни скорости

### Космическа скорост
Космическата скорост (първа v1, втора v2, трета v3 и четвърта v4) представлява минималната скорост, при която дадено тяло в свободно движение може
- v1 – да стане естествен спътник на дадено небесно тяло (т.е. да застане в постоянна орбита около него без да падне на повърхността).[5]
- v2 – да преодолее гравитационното притегляне на дадено небесно тяло и да напусне орбитата.
- v3 – да напусне звездната орбита т.е. да преодолее гравитационното притегляне на звездата.
- v4 – да напусне галактиката.

### Скорост на светлината
Скоростта на светлината c е физична константа, която играе важна роля в много области на физиката. Светлината и всички други форми на електромагнитно излъчване се движат с тази точно определена скорост във вакуум, независимо от движението на инерциалната отправна система на наблюдателя. Стойността ѝ е равна на 299 792 458 m.s-1. В повечето практически случаи може да се приеме, че светлината се движи мигновено, но за големи разстояния и чувствителни измервания крайната скорост на светлината оказва забележим ефект. През 1905 г. Алберт Айнщайн постулира, че скоростта на светлината във вакуум е независима от движението или от отправната система и изследвайки последиците от този постулат, извежда своята Специална теория на относителността.

### Скорост на звука
Скоростта на звука е скоростта, с която звуковите вълни се разпространяват в дадена среда. Най-често под това понятие се разбира скоростта на звука във въздуха (343 m/s = 1234,8 km/h), но може да се отнася и за други среди, като тя зависи основно от плътността на средата. Скоростта на звука се увеличава в течности, като най-голяма е в твърди тела. Тя също така зависи от температурата.

## Единици за измерване на скоростта
Линейна скорост:
- метър в секунда (m/s), производна единица от системата SI
- километър в час (km/h)
- възел (морска миля в час)
- Число на Мах; 1 Мах е равен на скоростта на звука. Като единица, зависеща от конкретните условия, трябва да се определя допълнително.
- Скорост на светлината във вакуум (означава се с латинската буква c)

Ъглова скорост:
- Радиани в секунда, приета в системите SI и CGS. Физическа размерност 1/с.
- Обороти в секунда (в техниката)
- градуси в секунда, гради в секунда

### Отношения между единиците за скорост
- 1 m/s = 3,6 km/h
- 1 km/h = 0,278 m/s
- Сухопътна миля в час: 1 mph = 0,447 m/s
- Възел (морска миля в час): 1 kn = 0,514 m/s = 1,852 km/h
- Число на Мах или само мах (международно наименование Mach, означение M): 1 M ~ 340 m/s ~ 1225 km/h (зависи от условията, в които се намира въздухът)
- c = 299 792 458 m/s